# Juan Picornell
Juan Bautista Mariano Picornell y Gomila (* Palma de Mallorca 1759 - † Cuba 1825) Pedagogo liberal español.

## Biografía
Participó en la Conspiración de San Blas, movimiento encaminado a difundir las ideas republicanas de la Ilustración y que durante su presidio en La Guaira ayudó a organizar la Conspiración de Manuel Gual y José María España que tras fracasar hizo que huyera a las Antillas.
Hizo sus estudios en la Universidad de Salamanca. En 1789 fundó un colegio en Madrid. Escribió varios tratados pedagógicos como "El maestro de primeras letras", y otros de tinte revolucionario como el "Discurso sobre los mejores medios de excitar y fomentar el patriotismo en una monarquía". Fue el principal artífice de la Conspiración de San Blas del año 1795 en Madrid. Todas estas ideas revolucionarias de esa conspiración fueron tomadas de los textos llegados de Francia y traducidos al español por Picornell y otros líderes de la conspiración que tenían como objetivo derrocar la monarquía española.
Como traductor, Picornell pasará a la historia por su traducción de la Declaración de los Derechos del Hombre y del Ciudadano que apareció con la Constitución francesa de 1793. Dicha traducción apareció en el documento “Declaración de los Derechos del Hombre y del Ciudadano con varias máximas republicanas y un discurso preliminar dirigido a los americanos”. La importancia de este texto es incalculable ya que sirvió como el ideario político de la Conspiración de Gual y España y fue pieza fundamental para la creación de la primera república en Hispanoamérica. Una vez sofocado el intento revolucionario de la Guaira huye a las Antillas para difundir su ideología republicana e inspirada en los ideales de la Revolución Francesa. El fracaso de la independencia de Venezuela le llevará a Estados Unidos y de allí se trasladará a Cuba donde fallece.